# إنفينيتي كيو إكس 80
إنفينيتي كيو إكس 80 هي سيارة من إنتاج شركة انفينيتي.